# (322574) Werckmeister
(322574) Werckmeister est un astéroïde de la ceinture principale aréocroiseur.

## Description
(322574) Werckmeister est un astéroïde aréocroiseur. Il présente une orbite caractérisée par un demi-grand axe de 2,55 UA, une excentricité de 0,38 et une inclinaison de 6,7° par rapport à l'écliptique.

## Compléments